# Museo de Arqueología nacional (Francia)
El museo de antigüedades nacionales (en francés: musée des antiquités nationales), creado en 1867 y convertido en museo de Arqueología nacional y dominio nacional de Saint-Germain-en-Laye (en francés: musée d'Archéologie nationale et domaine national de Saint-Germain-en-Laye) en 2009, es un museo dedicado a la arqueología de Francia. Presenta una rica colección de arqueología comparada de los cinco continentes. Está instalado en el castillo de Saint-Germain-en-Laye (Yvelines), restaurado por Eugène Millet, un alumno de Eugène Viollet-le-Duc, para albergar las salas de exposiciones del museo.

## Historia
El museo fue creado por decreto imperial el 12 de mayo de 1867. Napoleón III deseaba recoger las evidencias arqueológicas de la historia de la nación. Desde sus orígenes, se encuentra en el castillo de Saint-Germain-en-Laye, lugar de gran contenido histórico. Sobreviviendo a la caída del Segundo Imperio, el museo experimentó un fuerte desarrollo hasta 1921, especialmente con la organización museográfica de la arqueología comparada de los 5 continentes coordinada por Henri Hubert.
Después de la Primera Guerra Mundial, el museo experimentó horas más sombrías, que culminaron en el período de ocupación entre 1940 y 1944. André Malraux, ministro de Cultura, ofreció al museo un nuevo impulso en la década de 1960. Desde 2009, el museo, el castillo y los jardines se han unido en una sola institución, abriendo una nueva página en la historia de la institución.
El nombre del museo ha cambiado varias veces desde su creación en 1862:
- en 1862: Museo de antigüedades galo-romanas (Musée des antiquités gallo-romaines);
- Museo de las antigüedades celtas y galorromanas (Musée des antiquités celtiques et gallo-romaines);
- en 1879: Museo de las antigüedades nacionales (Musée des antiquités nationales);
- en 2005: Museo de arqueología nacional (Musée d'archéologie nationale);
- en 1862: Museo de arqueología nacional y dominio nacional de Saint-Germain-en-Laye (Musée d'archéologie nationale et domaine national de Saint-Germain-en-Laye).

## Colecciones
Desde 1880, gracias al impulso de Alexandre Bertrand, pero también a Gabriel de Mortillet y de Salomon Reinach el museo ya contaba con 44 salas de exposiciones. Las colecciones aumentaron, se diversificaron y se abrieron al público gradualmente.
Hoy el museo tiene alrededor de 30 000 objetos arqueológicos en exhibición y tiene alrededor de 3 millones de artefactos en sus reservas, por lo que es una de las colecciones más ricas de Europa. Estos objetos, descubiertos en el territorio nacional, cubren diferentes períodos cronológicos: el Paleolítico, el Neolítico, la Edad del Bronce, la Edad del Hierro, el período romano (Galia romana) y la primera Edad Media (Galia merovingia). Una parte de la colección proviene del extranjero y se recabó con fines comparativos. Esta colección de los cinco continentes comporta a la vez objetos arqueológicos y etnológicos, presentados en la sala de Arqueología comparada.

### Paleolítico
Las colecciones paleolíticas comprenden los objetos relacionados con la piedra, como guijarros, bifaces o microlitos, huesos y cornamentas de renos, como agujas, punzones o arpones. En el Paleolítico superior aparecieron las manifestaciones más antiguas del arte prehistórico, como las representaciones estilizadas de los órganos sexuales.
El recorrido del museo permite aprehender la evolución del hombre desde el Homo erectus, gracias a los vaciados de cráneos.
Entre los objetos más conocidos en las colecciones del Paleolítico del museo se encuentra la dama de Brassempouy, que fue el resultado de las numerosas excavaciones de Edouard Piette en los Pirineos. Entre los muchos objetos de su colección donada al museo, hoy se exhiben unos 10 000 en la Sala Piette. Esta sala, accesible por reserva con un acompañante del museo, fue restaurada y reabierta en 2008, con el deseo de respetar la museografía del siglo XIX.

Paleolítico
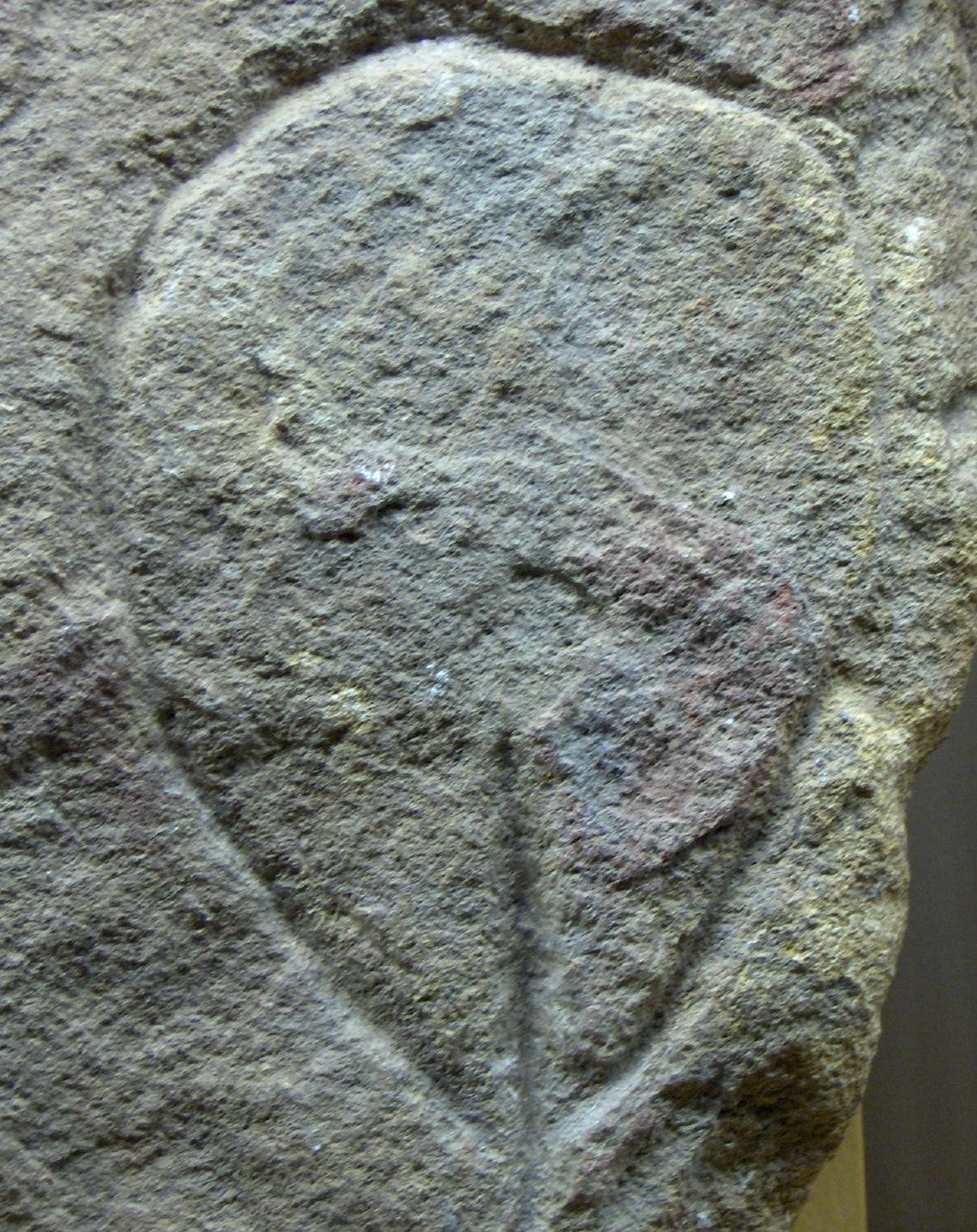
Vulva estilizada en piedra, Auriñaciense
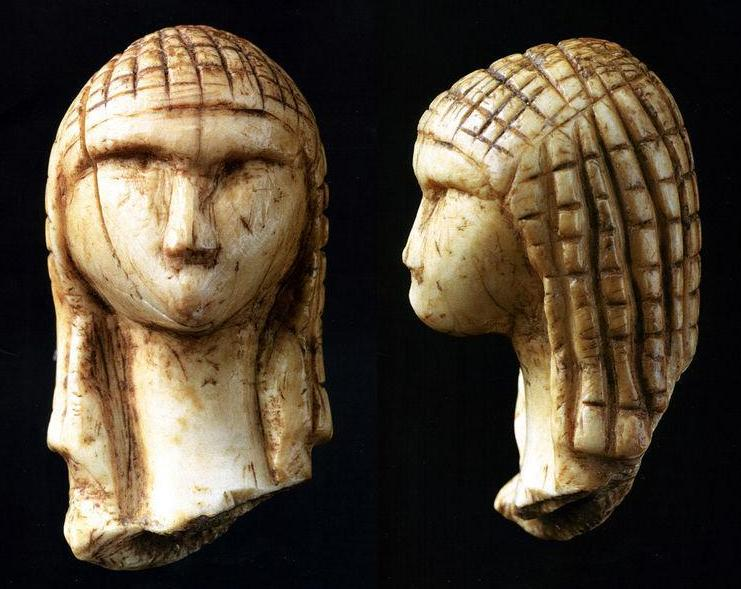
Dama de Brassempouy, Gravetiense
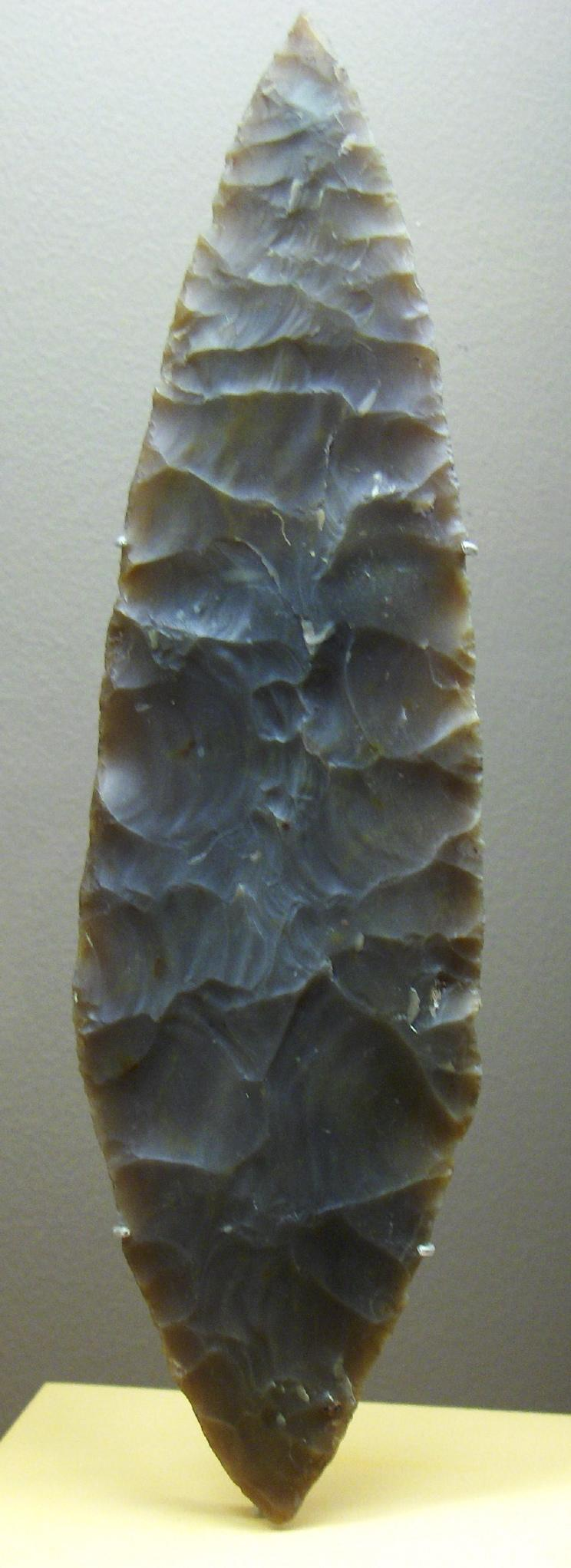
Bifaz «hoja de laurel» (Volgu, Saône-et-Loire), Solutrense
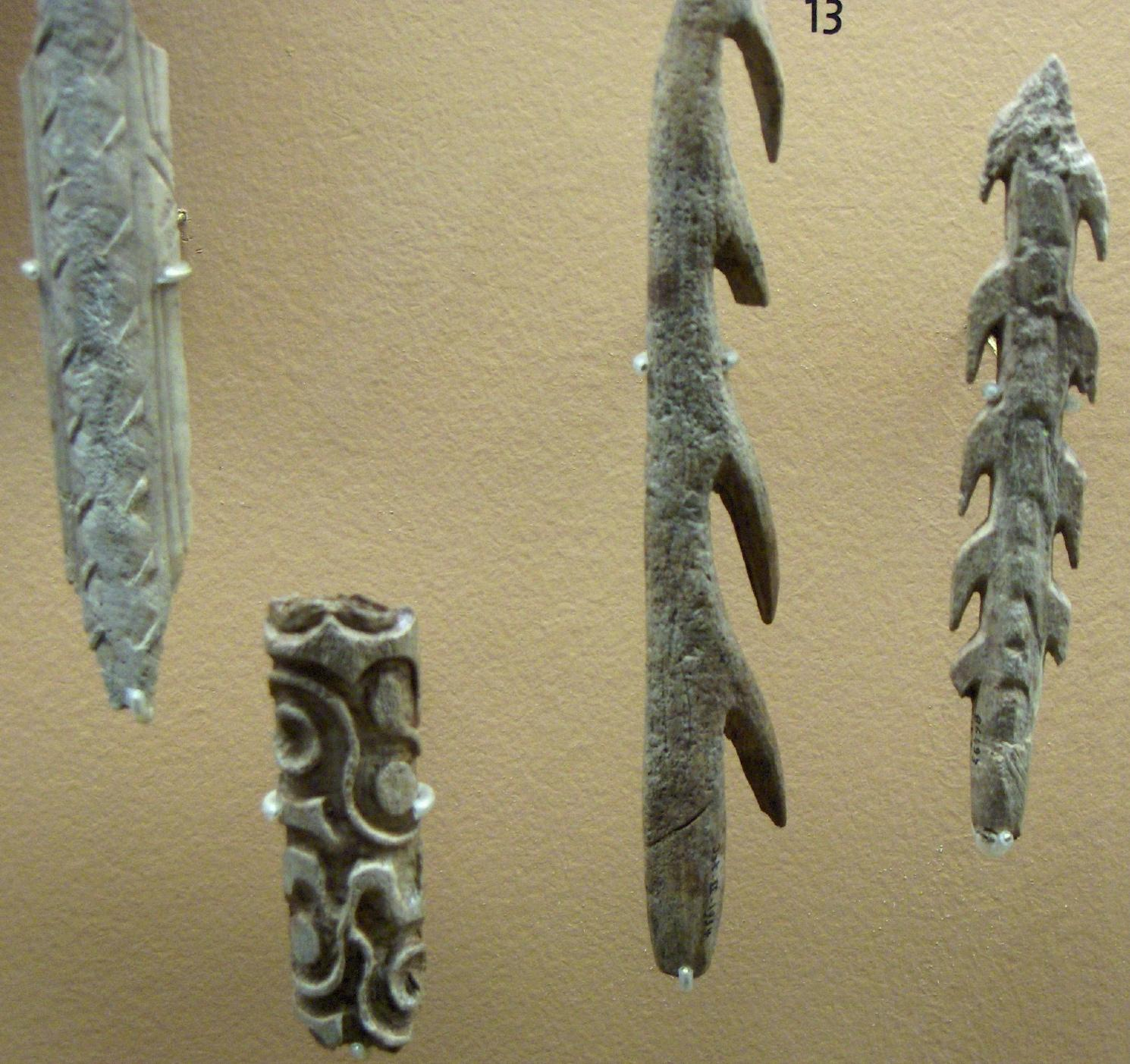
Arpones y huesos tallados, Magdaleniense
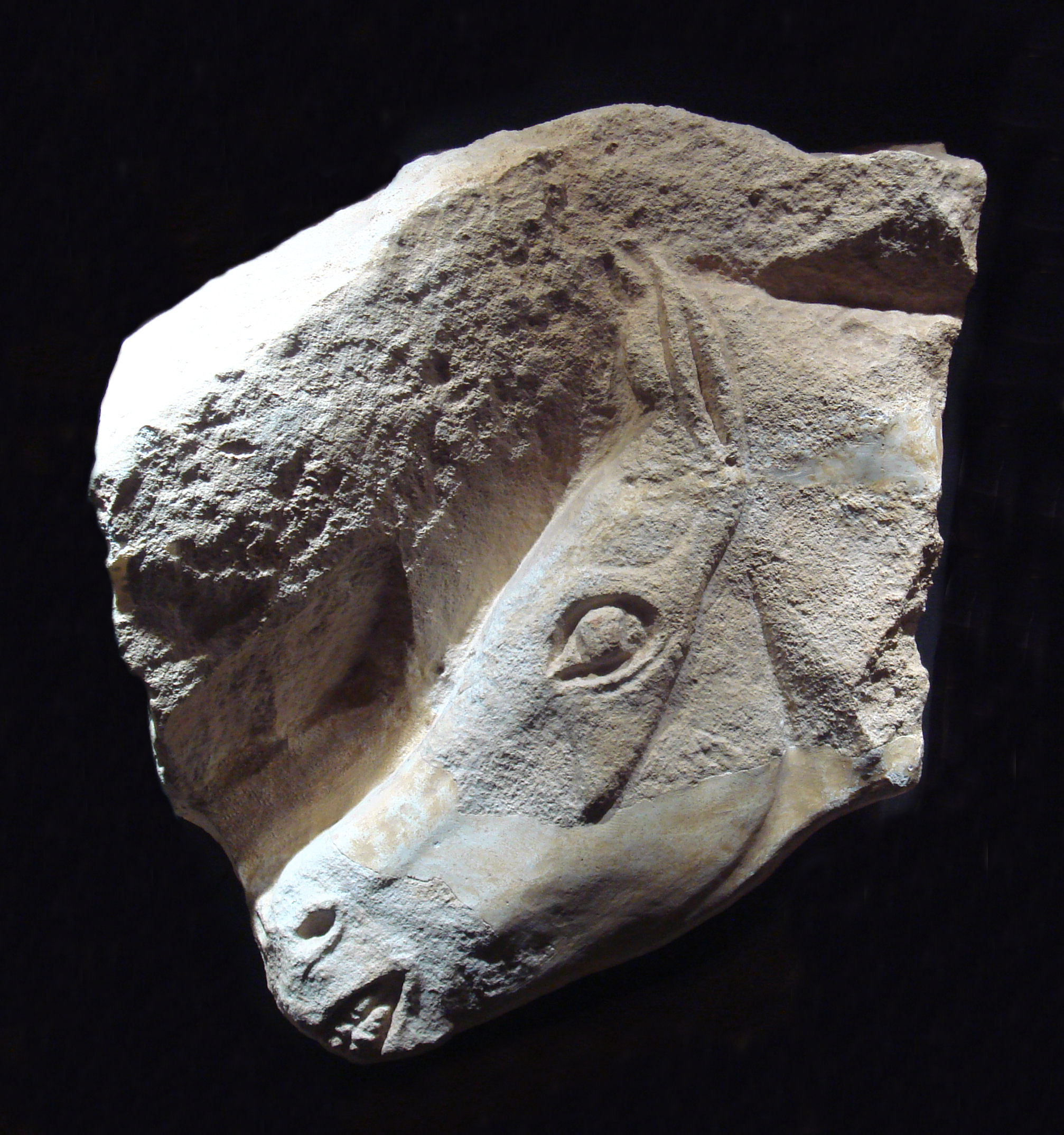
Cabeza de caballo (Angles-sur-l'Anglin, Vienne), Magdaleniense

### Neolítico
Una sala está dedicada a estas colecciones en el recorrido del museo. Esta presentación es temática y regional:
- Los testimonios de las primeras prácticas agrícolas y de la cría de animales.
- Invenciones y técnicas principales: el pulido de las herramientas de piedra, la cerámica, el tejido.
- La evocación de las primeras minas de sílex.
- El adorno: perlas y pendientes en conchas, dientes de animales perforados.
- La expresión del pensamiento religioso: estatuillas femeninas y estatuas-menhires.
- El mobiliario funerario de sepulturas megalíticos (dólmenes).
- Aparición de la metalurgia (cobre).

El período neolítico (ca. 5800 a. C. hasta el 2100 a. C.) es el segundo período de la prehistoria. El hombre se convirtió en productor de sus subsistencias y ya no era solo un depredador y paso a influir en su entorno. Es el momento en el que las poblaciones se establecen con la aparición de la agricultura y de la cría de animales. Los hombres construyían las primeras aldeas y levantaban megalitos, las primeras evidencias de la arquitectura monumental. Este período se caracterizó por las innovaciones técnicas como el pulido de la piedra, la apariencia de la cerámica y del tejido. Se forman las primeras redes de intercambio a larga distancia.
Una vitrina en el centro de la sala presenta una sepultura, encontrada en Cys-la-Commune (Aisne), y datada en 5000 a. C.. Se puede ver en ella el esqueleto de una mujer rodeado de diferentes elementos de adorno.
Varios pulidores y algunas allée couvertes encontradas en Ile-de-France son visibles en acceso libre en el patio del castillo.

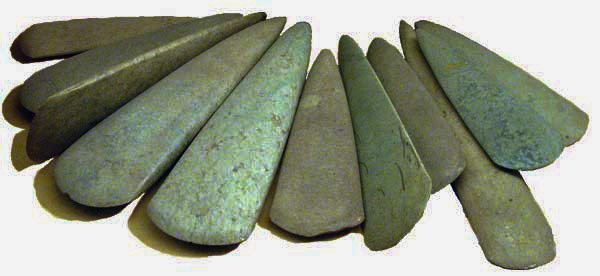
Hachas de prestigio en piedra pulida del Neolítico (yacimiento de "Bernon"). Talladas en la fibrolita y en la roca verde probablemente extraída en los Alpes

Neolítico
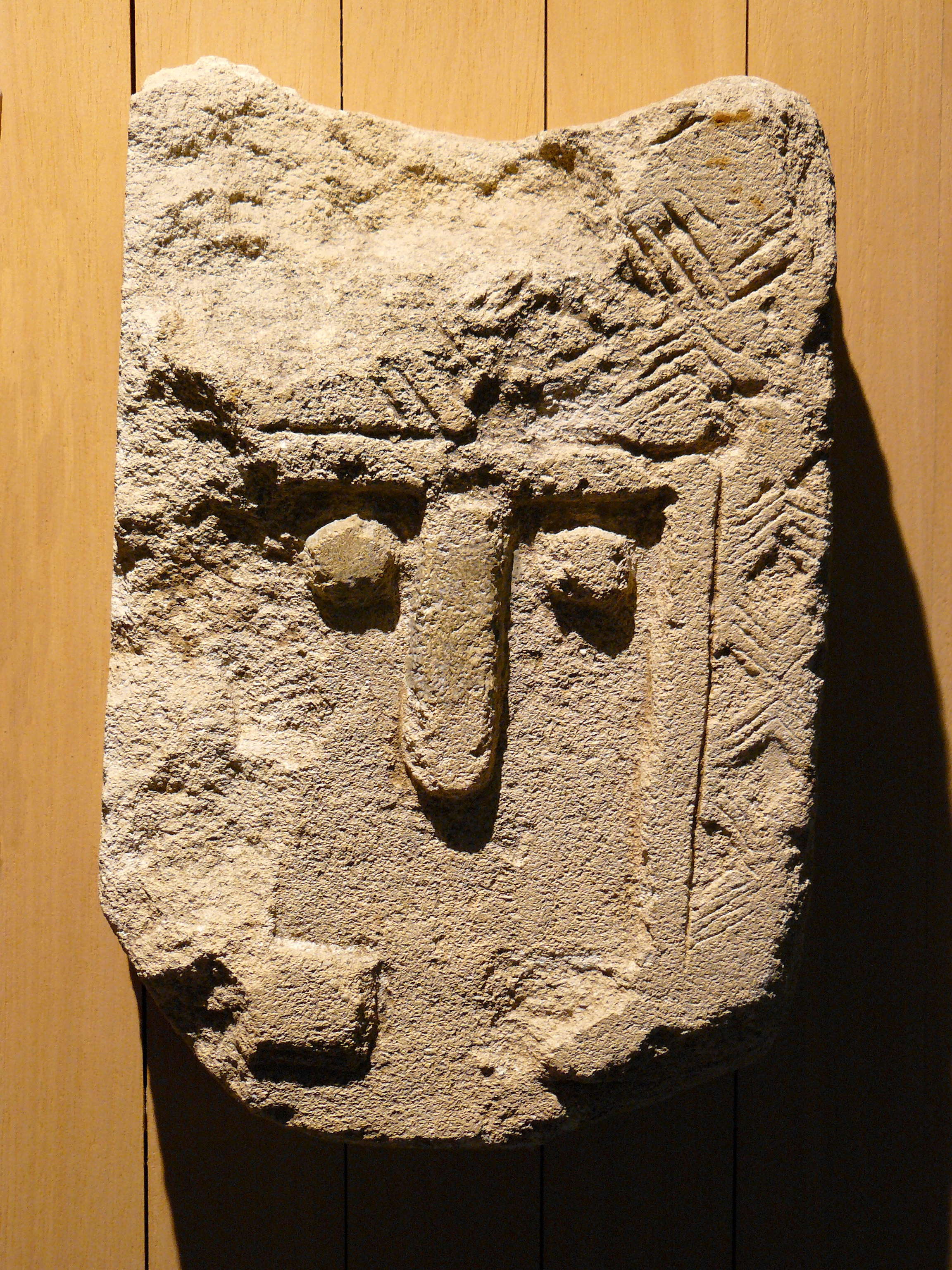
Estela en piedra caliza (Cavaillon, Vaucluse), ca. milenio IV a. C.
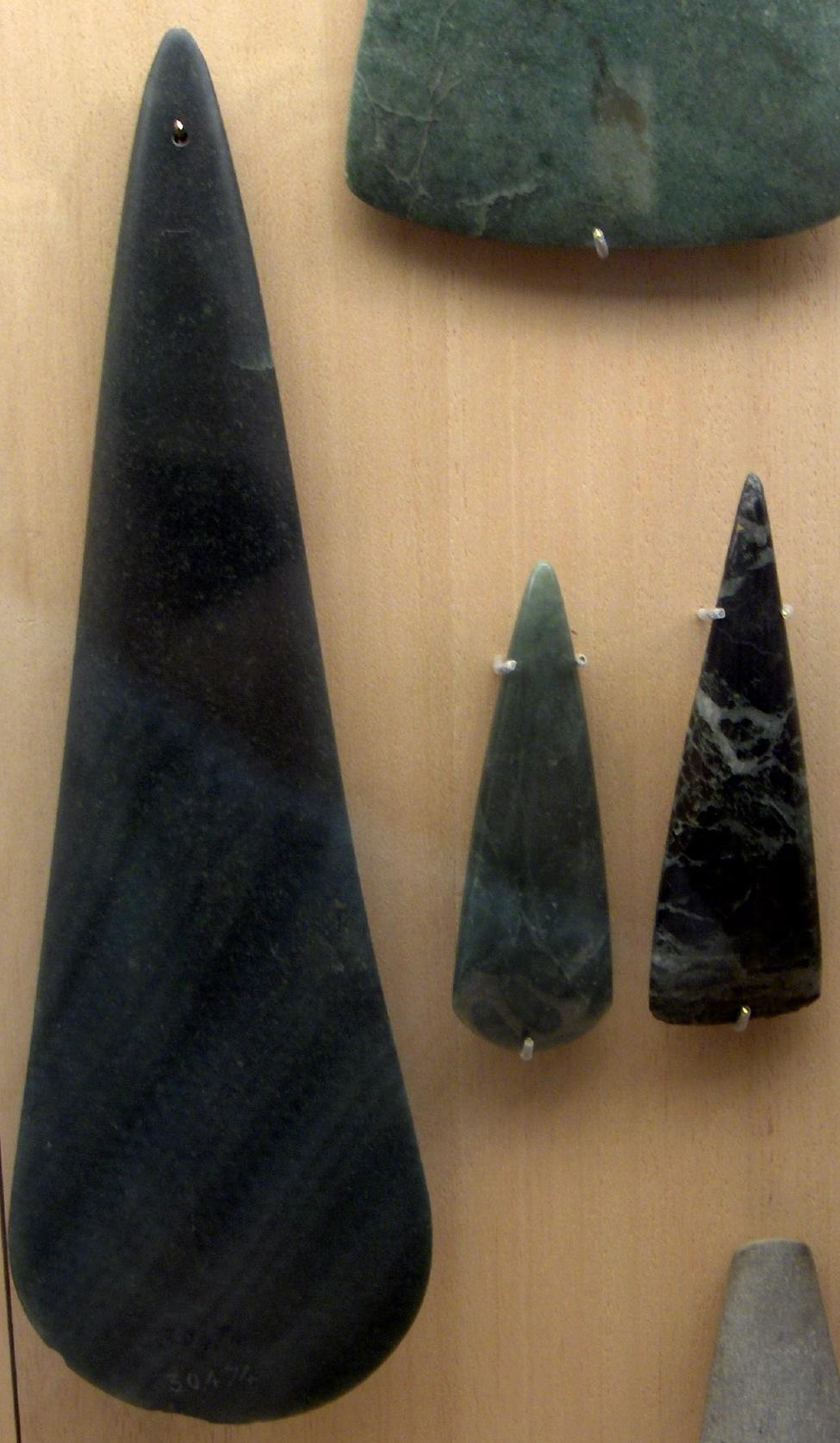
Hachas ceremoniales pulidas
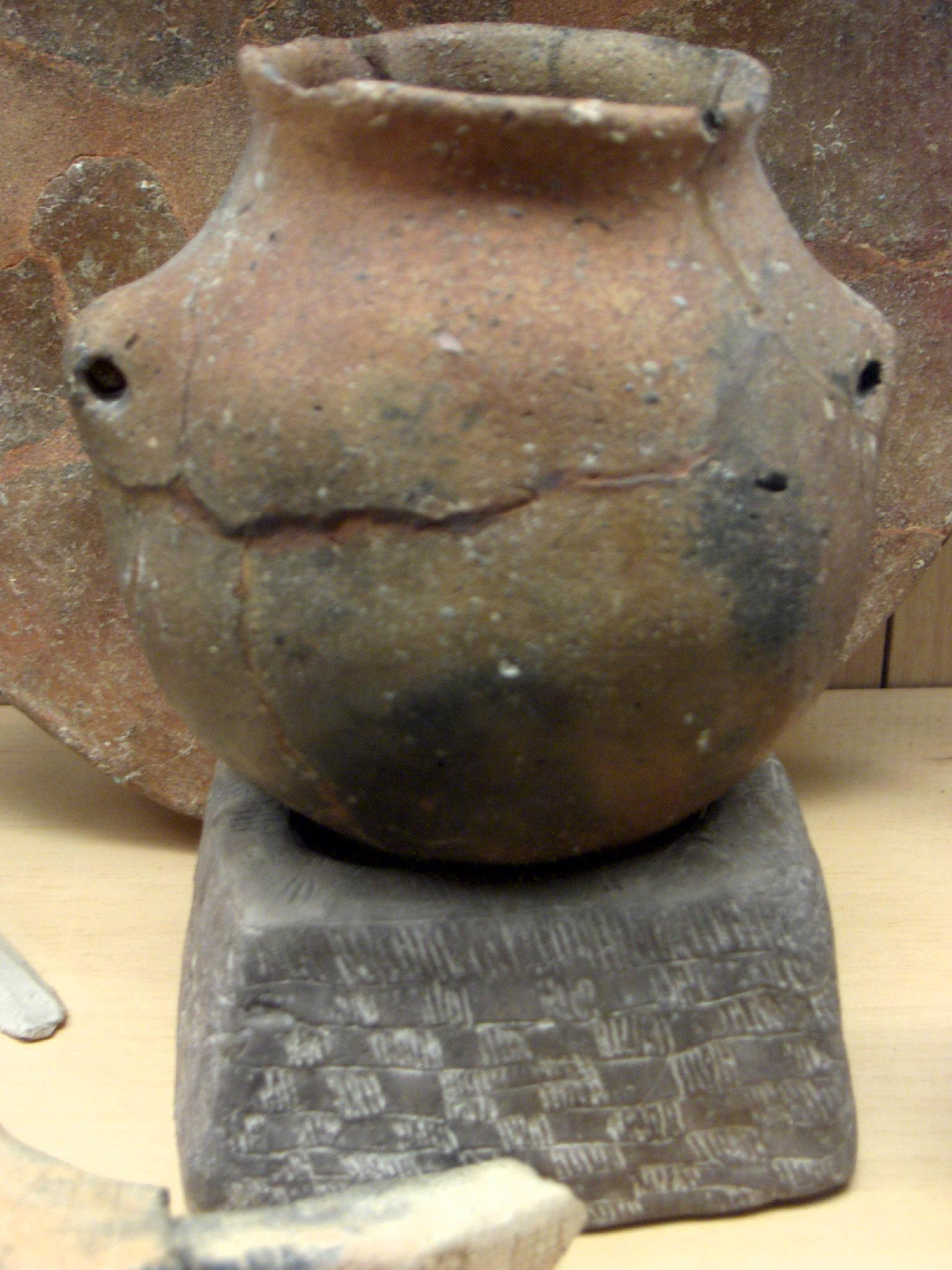
Jarra de terracota

### Edad de Bronce
En la Edad del Bronce (alrededor de 2100 a. C. a 750 a. C.), la sociedad siguió siendo bastante similar a la del Neolítico, pero el progreso técnico que representó el bronce hará evolucionar a la sociedad que será cada vez más jerárquica.

Edad de Bronce
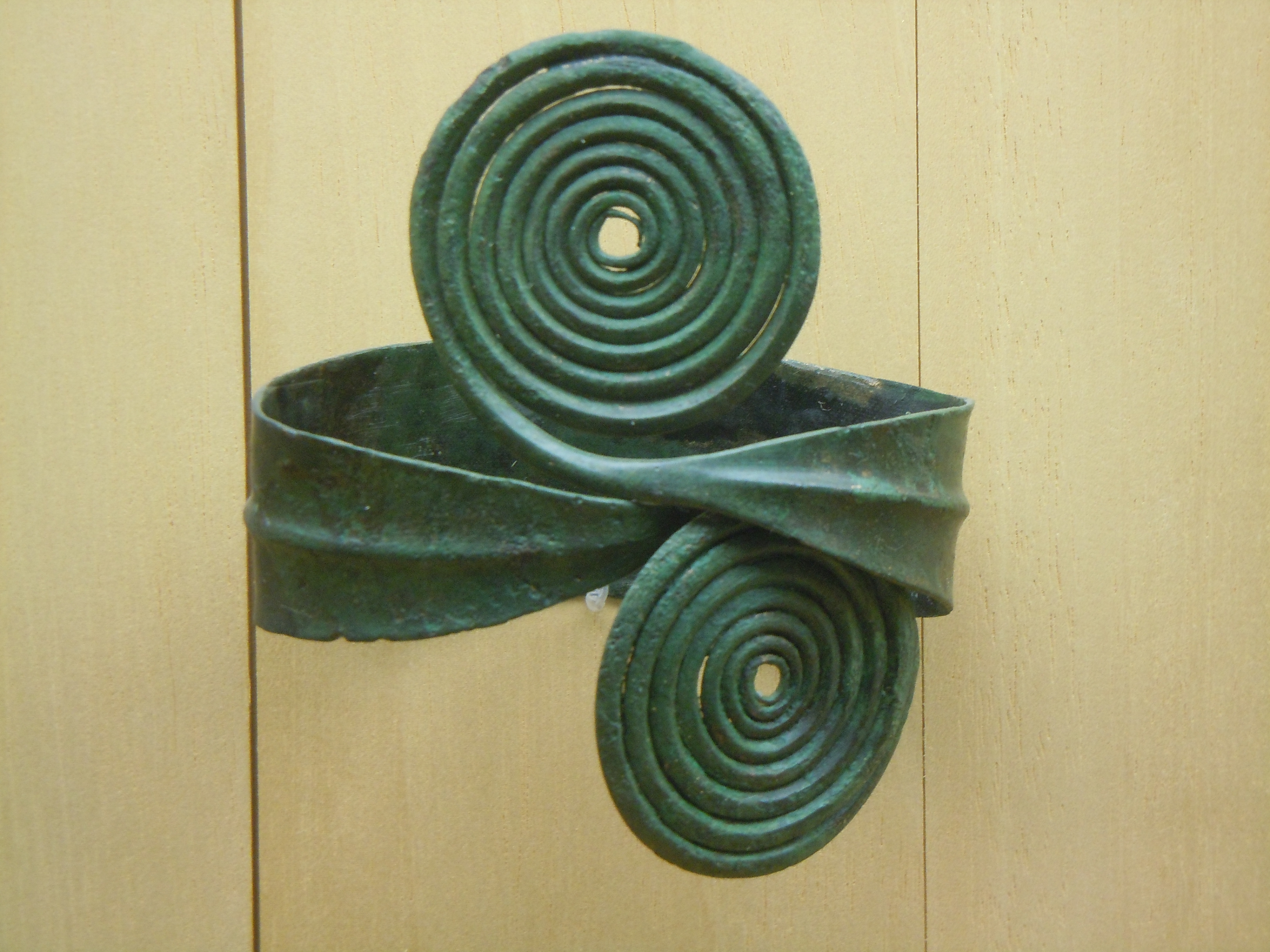
Sujetador en bronce de Veuxhaulles-sur-Aube (ca. 1250)
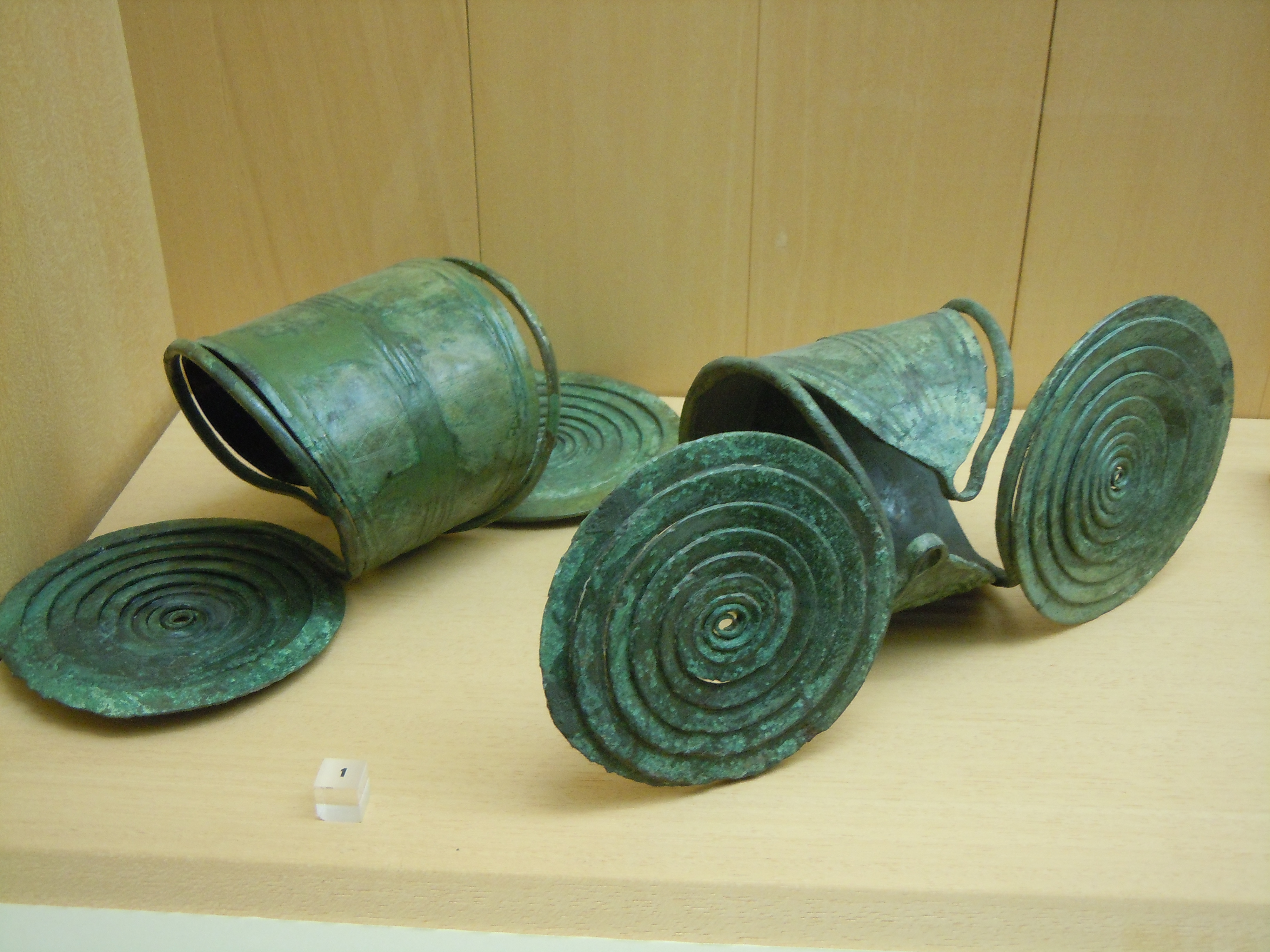
Calzas en bronce de Veuxhaulles-sur-Aube (ca. 1250)
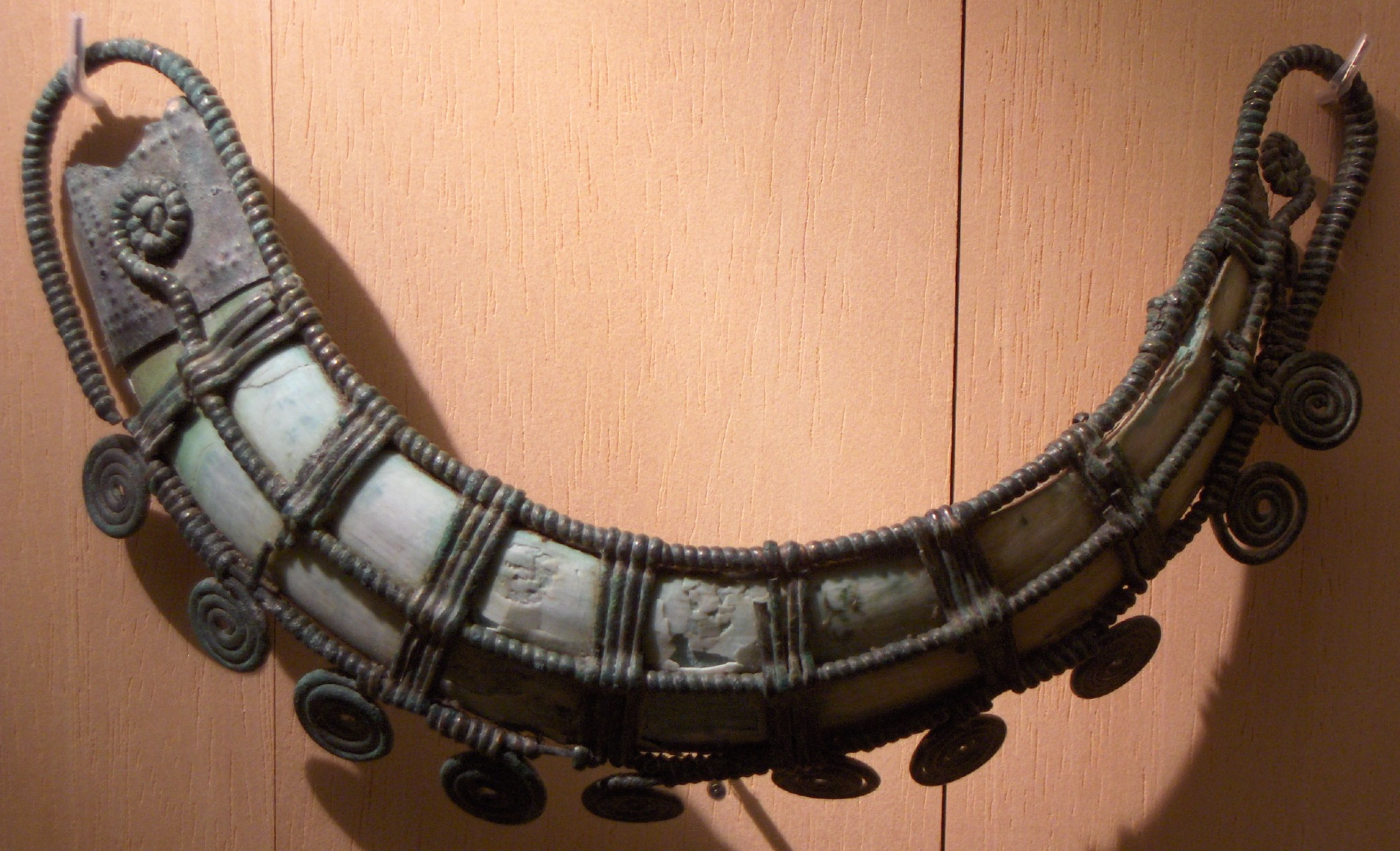
Ornamento (La Colombine, Yonne), ca. 1200 a. C., joya llevada en la cadera, hecha de una malla de bronce decorada con volutas engastando un  colmillo de suido, proveniente de una sepultura con enterramiento.
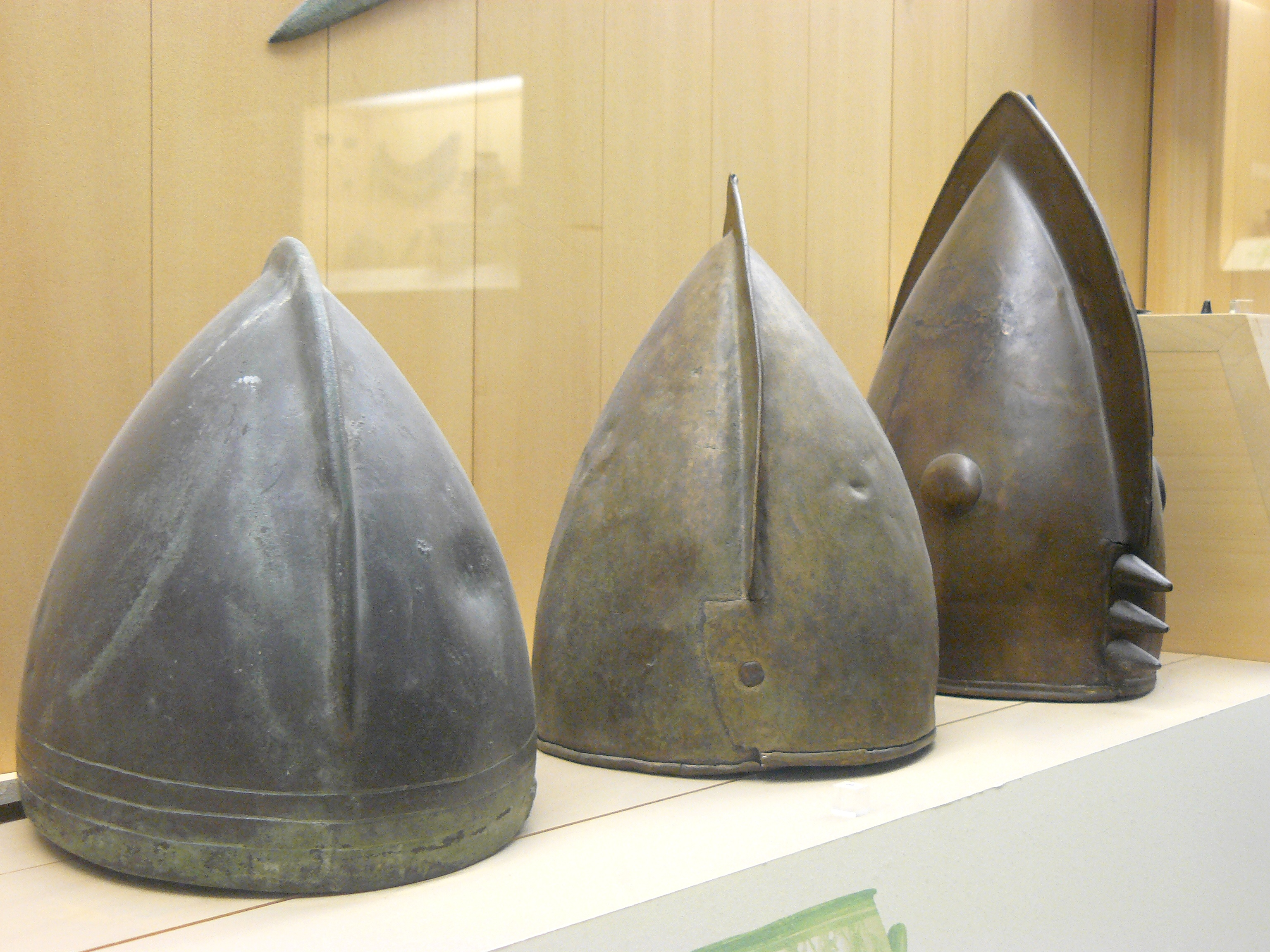
Cascos con cresta, 1150-950 a. C.
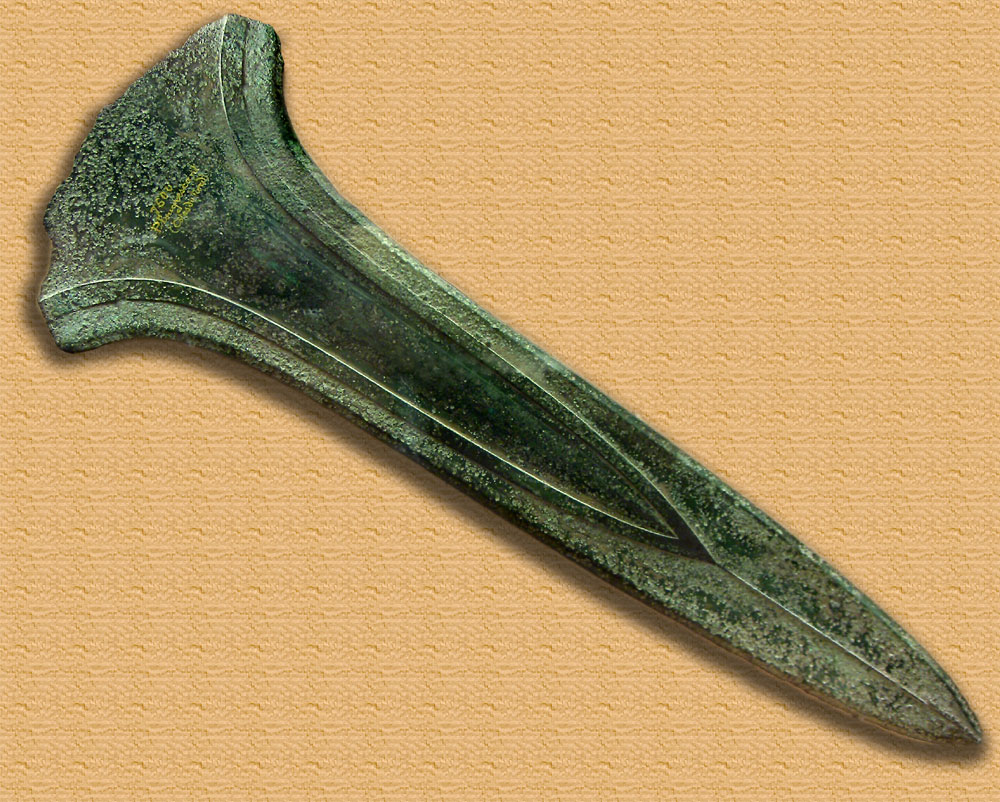
Espada de bronce, ca. 800 a. C.

La abundancia de oro en la Edad del Bronce explica la gran cantidad de objetos y joyas hechos en este material en ese momento.

El oro en la Edad de Bronce
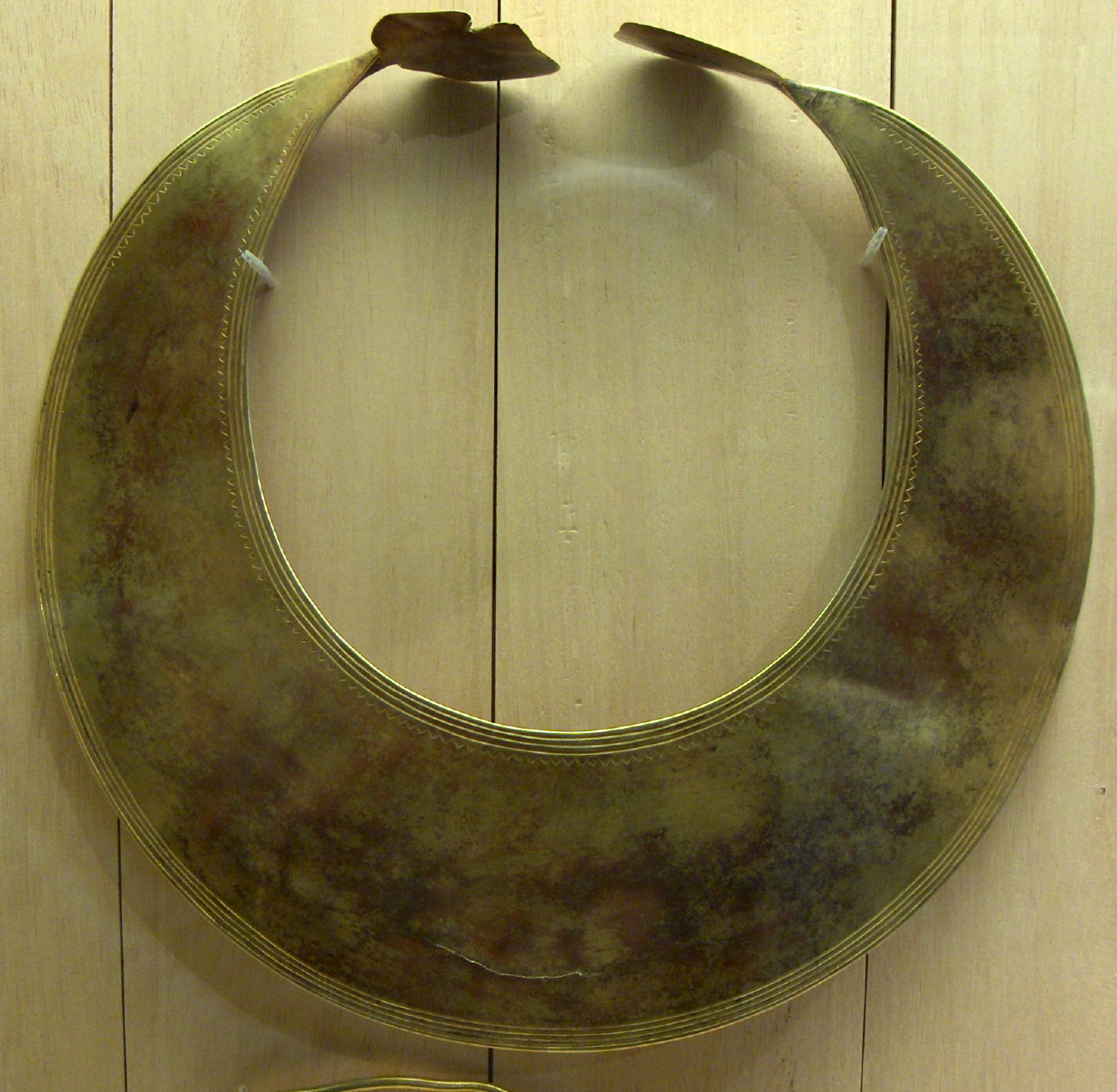
Lunula en oro (Kerivoa, Bourbriac, Côtes-d'Armor), 2000-1600 a. C.
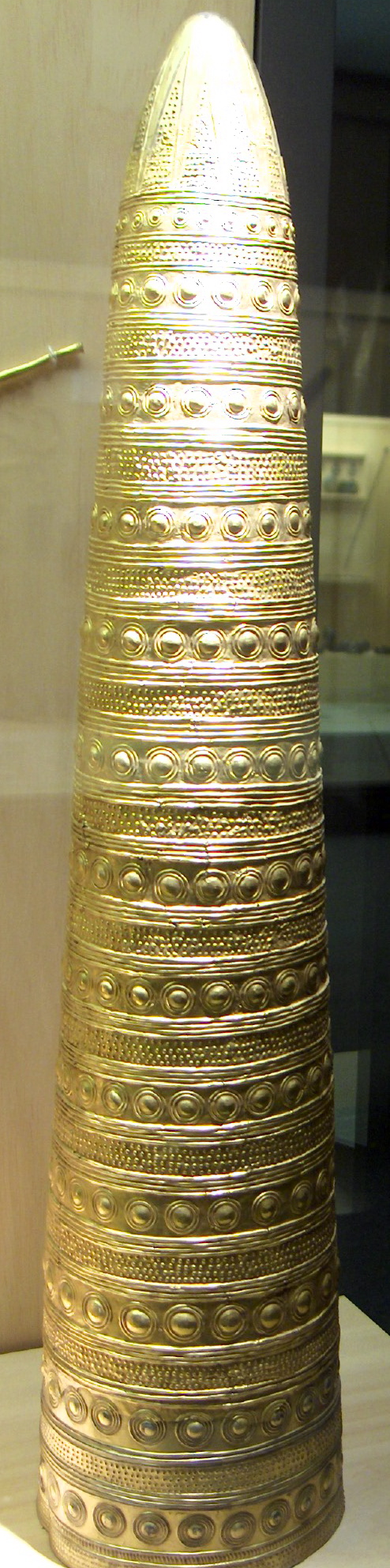
Cono dorado de Avanton, Vienne, 1500-1250 a. C.
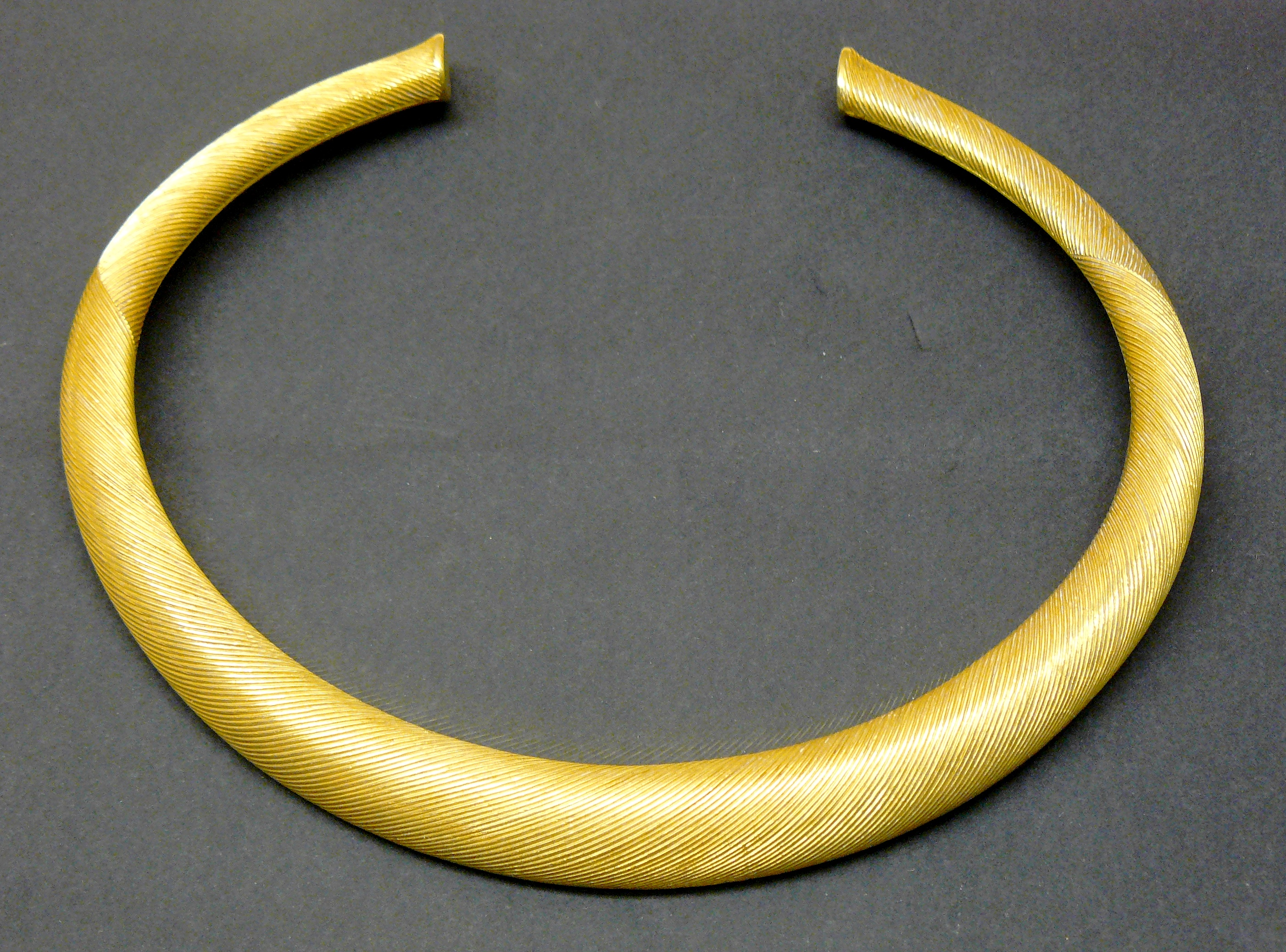
Torque en oro estriado (Guînes, Pas-de-Calais), ca. 1200-1000 a. C.
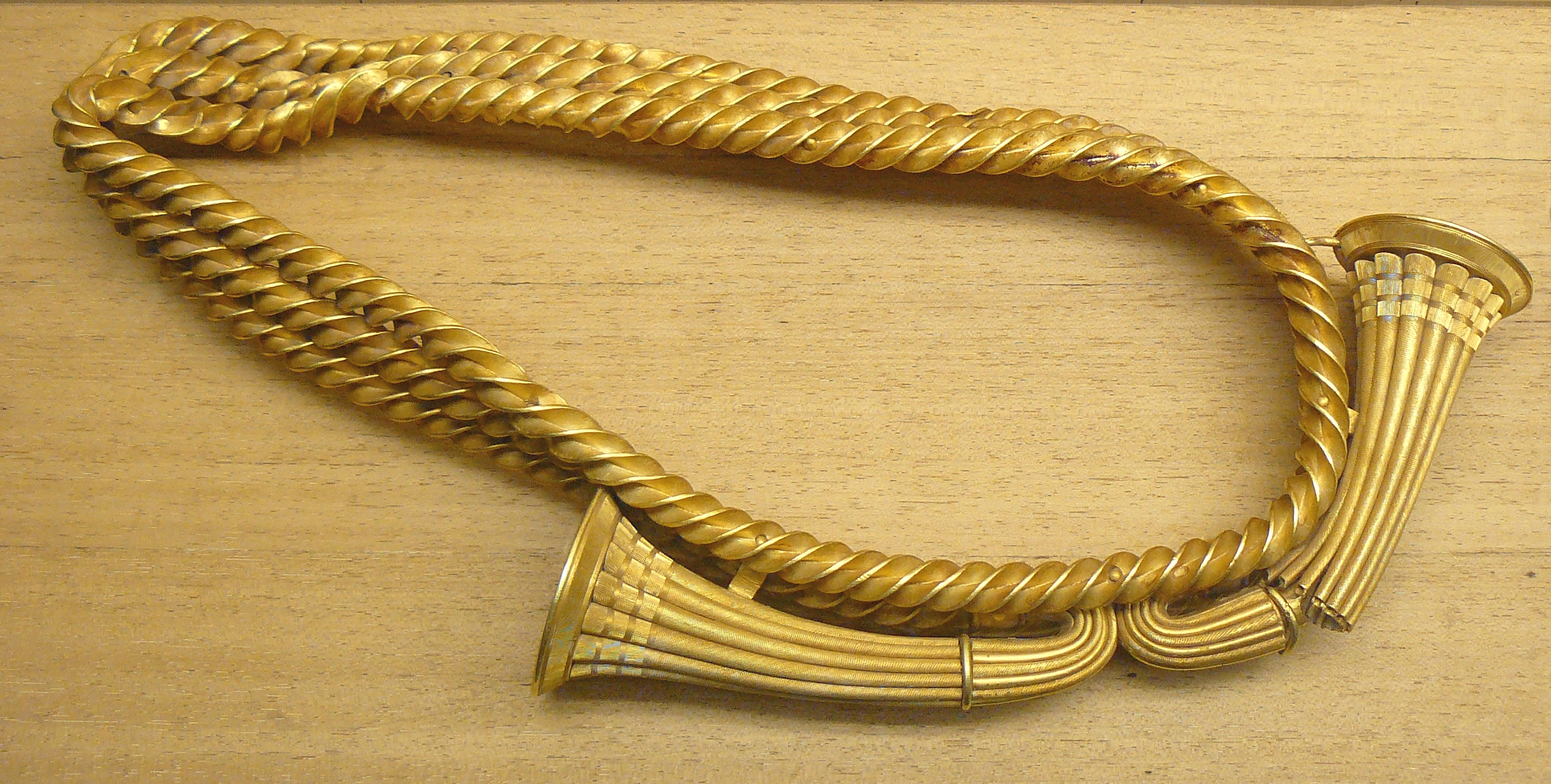
«Cinturón» en oro (Guînes, Pas-de-Calais), ca. 1200-1000 a. C.

### Edad de Hierro
La primera Edad de Hierro (780-480 a. C.), que corresponde a la cultura de Hallstatt, fue un período durante el cual los fallecidos privilegiados fueron enterrados bajo tumulus (Borgoña, Lorraine, Franche-Comté, Berry (Francia)...): Vix, Sainte-Colombe-sur-Seine, Magny-Lambert, Apremont.
La segunda Edad de Hierro (480 a. C. - comienzo de nuestra era) estuvo marcada por una sociedad de guerreros que fue ganando pujanza desde el siglo V a. C. al  siglo III a. C. Los galos sobresalieron especialmente en cerámica, vidreria y metalurgia (bronce y hierro).
Las colecciones del museo muestran las transformaciones de la Galia y la vida de los galos antes de la conquista romana. La colección de arte celta es una de las más grandes del mundo.

### Galia romana
La Galia Romana (desde el 52 a. C. hasta el final del siglo V): tras la conquista de la «Galia melenuda» por Julio César, la Galia se integró en el Imperio romano. La urbanización avanzó con la llegada de las ciudades y la construcción de edificios públicos; una red de carreteras se formó atravesando toda la Galia.
Las 6 salas del departamento galorromano muestran a los dioses, el mundo de los muertos, la presencia del ejército romano en la Galia, los tipos de artesanías y la vida cotidiana (comida, vestuario, adorno, ocio, entorno doméstico, medicina, transporte, escritura...).

### Galia merovingia
La primera Edad Media (desde el siglo V al VIII) comenzó con la dinastía de los merovingios, fundada por Clovis. La Galia se volvió progresivamente franca y su cristianización progresaba. A partir de este período, se han encontrado muchas joyas cloisonnés con granates insertos en particiones de metal, pero también hebillas de cinturones damasquinados con hilos de plata o de latón insertados en ranuras grabadas en el hierro.

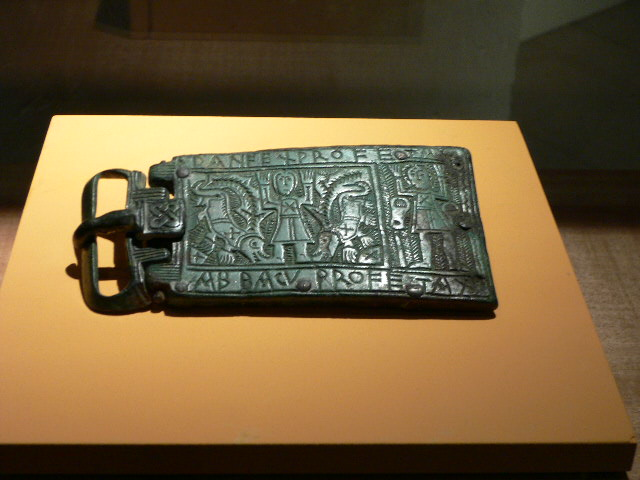
Placa-hebilla  en bronce

### Arqueología comparada
Puesto que los vestigios son mudos, el arqueólogo a veces usa otras ciencias humanas como la etnología o la sociología para interpretar las huellas del pasado. Fue en este espíritu en el que la «sala de arqueología comparada de los cinco continentes» fue diseñada a principios del siglo XX por Henri Hubert y Marcel Mauss que querían ilustrar la «historia etnográfica de Europa y la humanidad» desde los orígenes del hombre hasta la Edad Media. Hubert concibió el plan general de esta sala de acuerdo con dos ideas innovadoras en ese momento:
- en tanto que sociólogo,[11] estimaba que solo una visión global (espacial y temporal) de las culturas humanas podía conducir a una comprensión adecuada del fenómeno sociológico;
- para él, la comparación de las huellas de las sociedades humanas debía hacerse según una presentación de su nivel técnico.

Este enfoque comparativo fue muy popular en los siglos XIX y XX, aunque algunas comparaciones no resistieran críticas severas (por ejemplo, la comparación del calzado magdaleniense con el de los esquimales), pero el método comparativo, diseñado con rigor y sujeto a ciertas condiciones, está omnipresente en cualquier proceso arqueológico. También era necesario iluminar los fenómenos culturales antiguos en su espacio real, salir de los límites del territorio francés y de un enfoque nacionalista.
En el museo de Arqueología nacional, este enfoque ha resultado en dos líneas de presentación que se cruzan:
- el eje longitudinal de la sala donde se evocan las etapas técnicas según su orden de aparición desde el Paleolítico hasta la Edad Media: talla de la piedra, trabajo de tierra cocida, metalurgia.
- y varios ejes transversales que permiten comparar diferentes áreas geográficas: África, Asia, Cercano Oriente, Europa, América y Oceanía.

Este recorrido resalta las similitudes y diferencias en la evolución entre culturas en diferentes regiones del mundo. La presentación actual es heredada de la realizada por Henri Hubert entre 1910 y 1927, pero el recorrido fue renovado entre 1978 y 1984.
El visitante se familiariza sucesivamente con las culturas paleolíticas y neolíticas de África (Magreb, África del sur, Etiopía, Benín, Congo, Costa de Marfil, Zaire, etc.). Luego se enfrenta al nacimiento de las civilizaciones de la cuenca mediterránea y Oriente Medio (Egipto predinástico, la antigua Susa en Irán, la antigua Tracia búlgara). Luego, puede comparar el desarrollo y el dominio técnico de los metalúrgicos de las Edades del Bronce y del Hierro en el Cáucaso y Europa (objetos procedentes de Chipre, Grecia, Italia, España, Hungría, Alemania, Dinamarca, Suecia, Azerbaiyán, Osetia del Norte, etc.). De un continente a otro y, a veces en diferentes momentos, las exposiciones muestran un estado similar de desarrollo (desde el estado de cazadores-recolectores hasta el estado de productor), el uso de la misma técnica (explotación de sílex u obsidiana) o, por el contrario, formas o decoraciones extremadamente diferentes (comparación Asia-América, posible gracias a objetos procedentes de China, Vietnam, Japón, Malasia, Perú, el Caribe, Groenlandia, América del Norte, etc.).
La mayoría de las colecciones ingresaron antes de la Primera Guerra Mundial. La primera contribución fue la colección escandinava ofrecida en 1862 por el rey de Dinamarca, Federico VII. Las otras grandes colecciones llegaron a través de Ernest Chantre para las series del Cáucaso o de Jacques y Henri de Morgan gracias a los productos de sus excavaciones en el Talyche persa, en Susa en Irán y en las necrópolis predinásticas de Egipto.
Desde 2014, la sala ha albergado nuevamente las colecciones de origen oceánico a través de la presentación de series etnográficas de Papúa Nueva Guinea.
La Sala de Arqueología comparada está ubicada en el antiguo sala de baile del castillo, también conocida como la Sala de Marte.

## Asistencia
En los últimos años, el museo ha visto un aumento constante en la asistencia. El número anual de visitantes en 2005 fue de 66 000 incluyendo 45 000 admisiones gratuitas, incluidos grupos escolares. Fue uno de los museos cuyo acceso fue gratuito a modo de prueba en el primer semestre de 2008.
En 2014, el museo dio la bienvenida a 110 935 visitantes.